# Гужевой транспорт

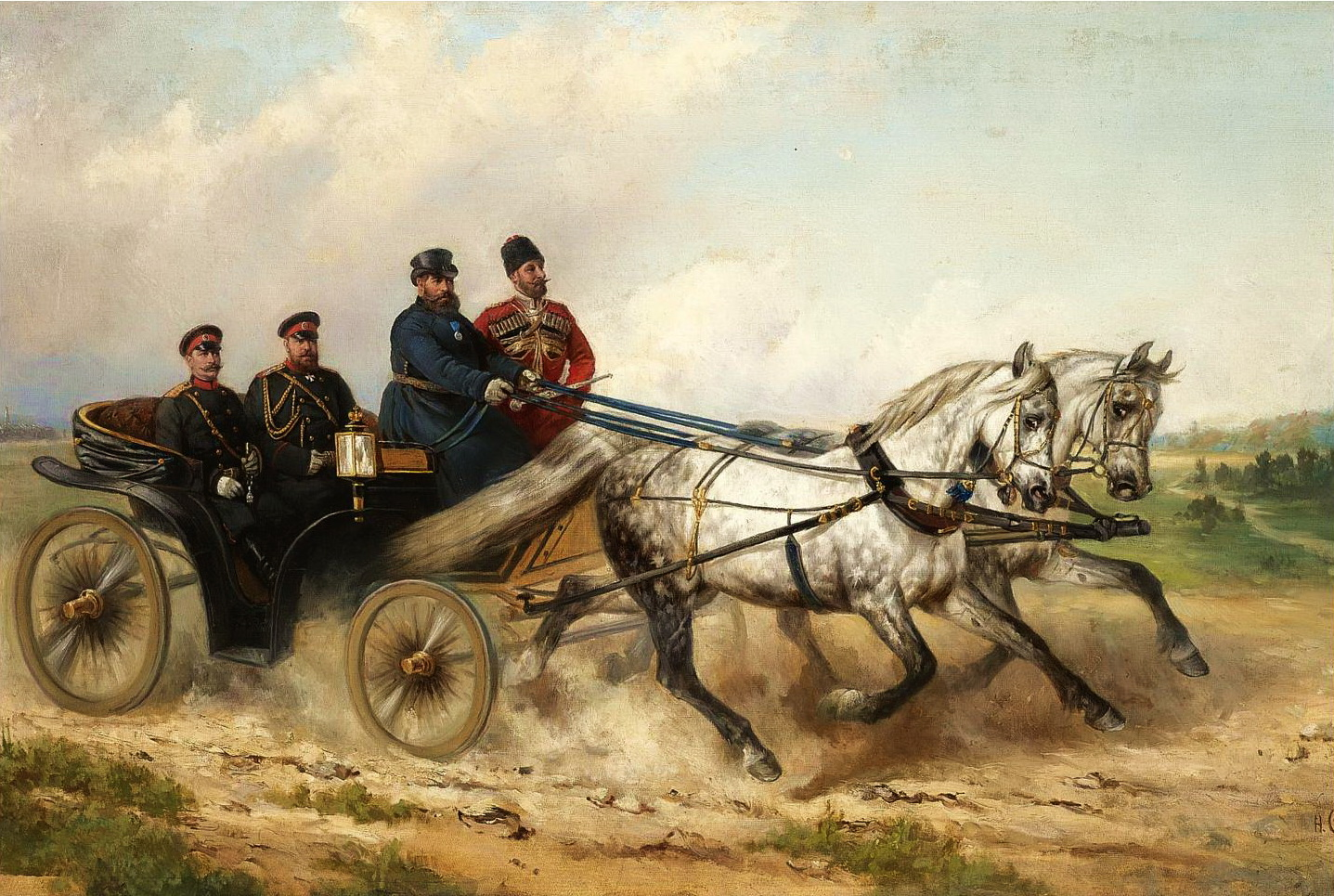
Упряжка орловских рысаков (Император Александр III в открытом ландо). Картина Н. Е. Сверчкова, 1888

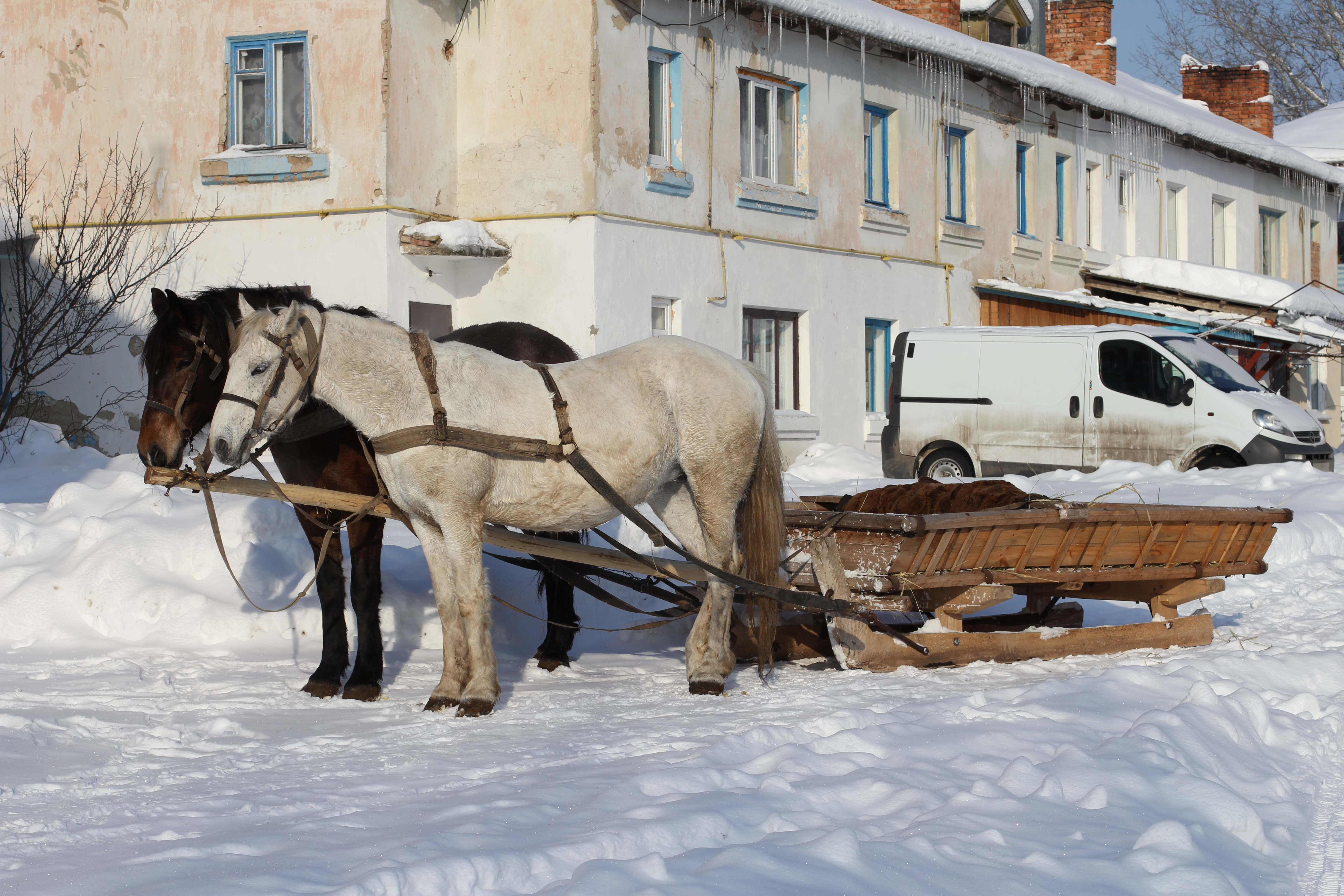
Сани с упряжью. Славное, 2002

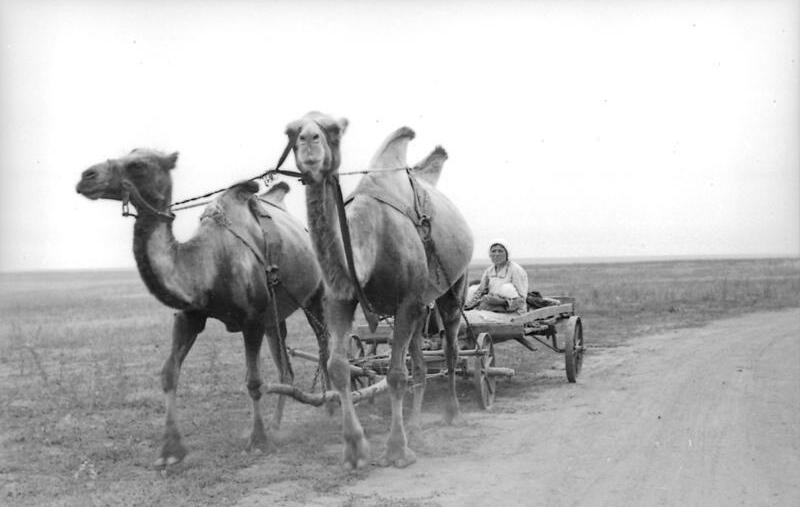
Телега, запряжённая двугорбыми верблюдами. Россия, 1942

Гужево́й тра́нспорт (от слова гуж — кожаная или верёвочная петля в упряжи) — вид упряжного транспорта как грузового, так и пассажирского, в котором транспортные средства (повозки) приводятся в движение животными. 
В качестве тягловых животных (подъяремный скот) используются лошади, волы, буйволы, ослы, мулы, собаки, олени. В зависимости от типа ходовой части различают колёсный и санный гужевой транспорт. В том случае, когда груз укрепляется на самом животном, говорят о вьючном транспорте, который считается отдельным видом транспорта. Согласно Венской конвенции о дорожных знаках и сигналах, знак  запрещает движение и гужевого, и вьючного транспорта на данной дороге (не запрещая верховую езду).

## История

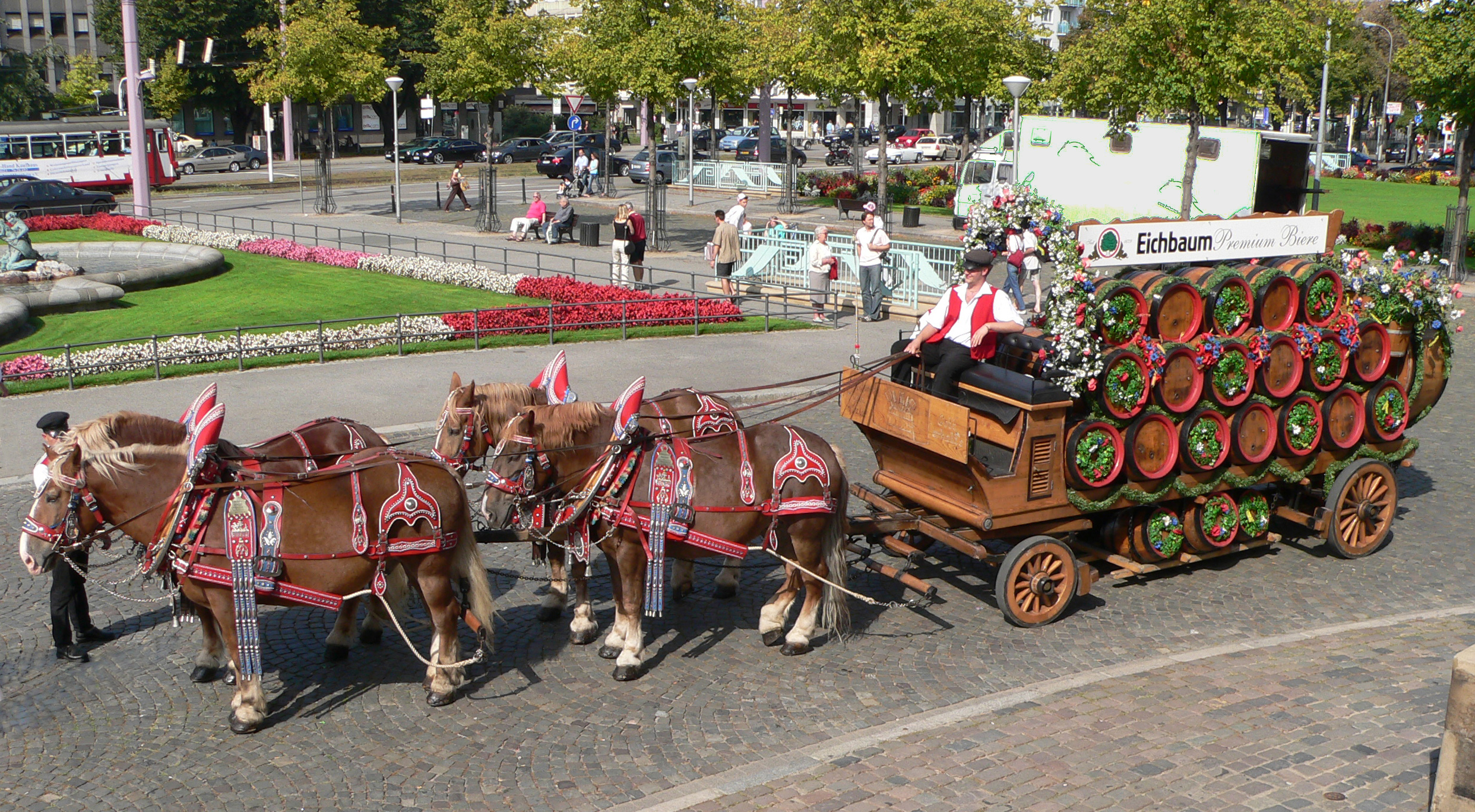
Перевозка пива, Германия, 2006

Гужевой транспорт до середины XIX века был основным видом сухопутного транспорта, в середине XIX века широкое распространение получили железные дороги, а в начале XX века — автомобили. Тем не менее гужевой транспорт оставался важным видом транспорта до Второй мировой войны, после чего он был вытеснен моторизованными видами транспорта.
В северных регионах России вплоть до середины 1960-х годов вместо оленей и лошадей широко использовались ездовые собаки. 
С начала XXI века гужевой транспорт используется в сельской местности, а в развивающихся странах роль гужевого транспорта высока.
Во многих туристических городах конные экипажи используются для катания туристов.

## Галерея

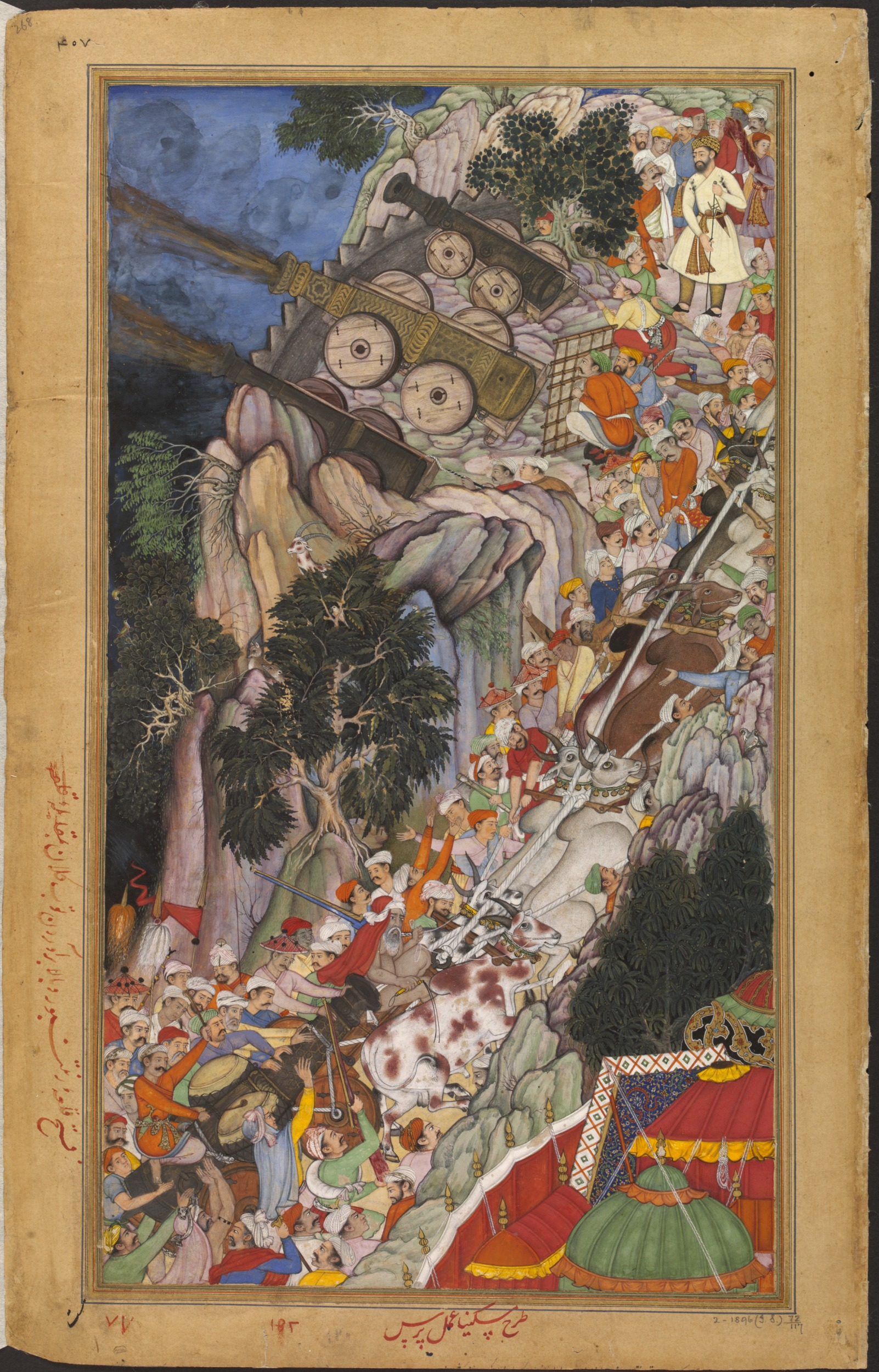
Осада крепости. Манускрипт Акбар-наме, около 1590 года

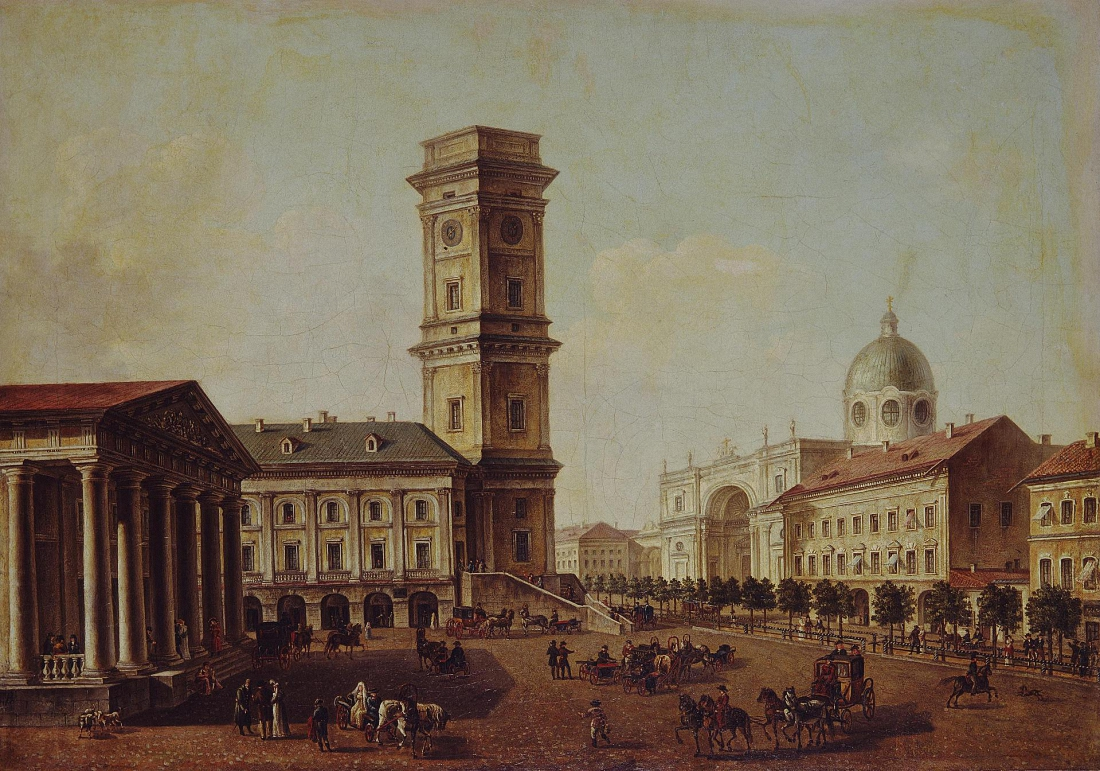
«Вид Невского проспекта в Петербурге у здания Городской Думы». Тимофей Васильев, 1810

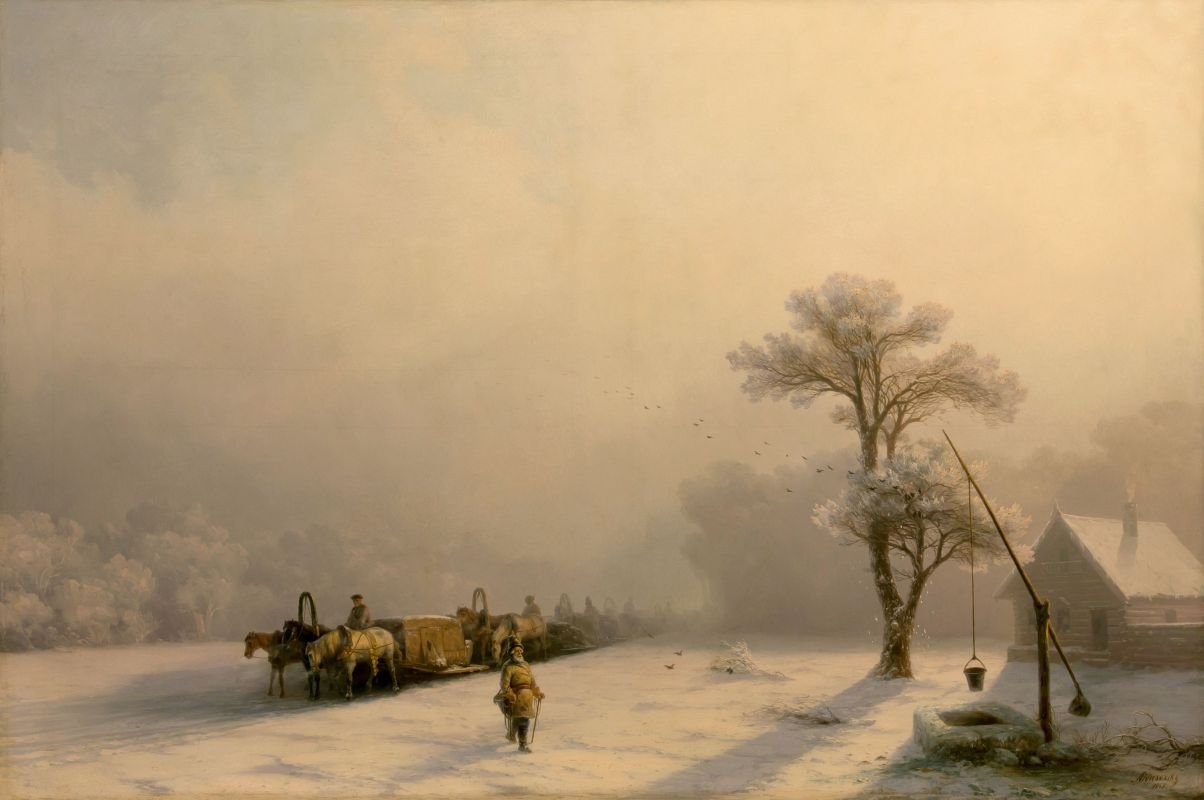
«Зимний обоз в пути». Иван Айвазовский, 1857

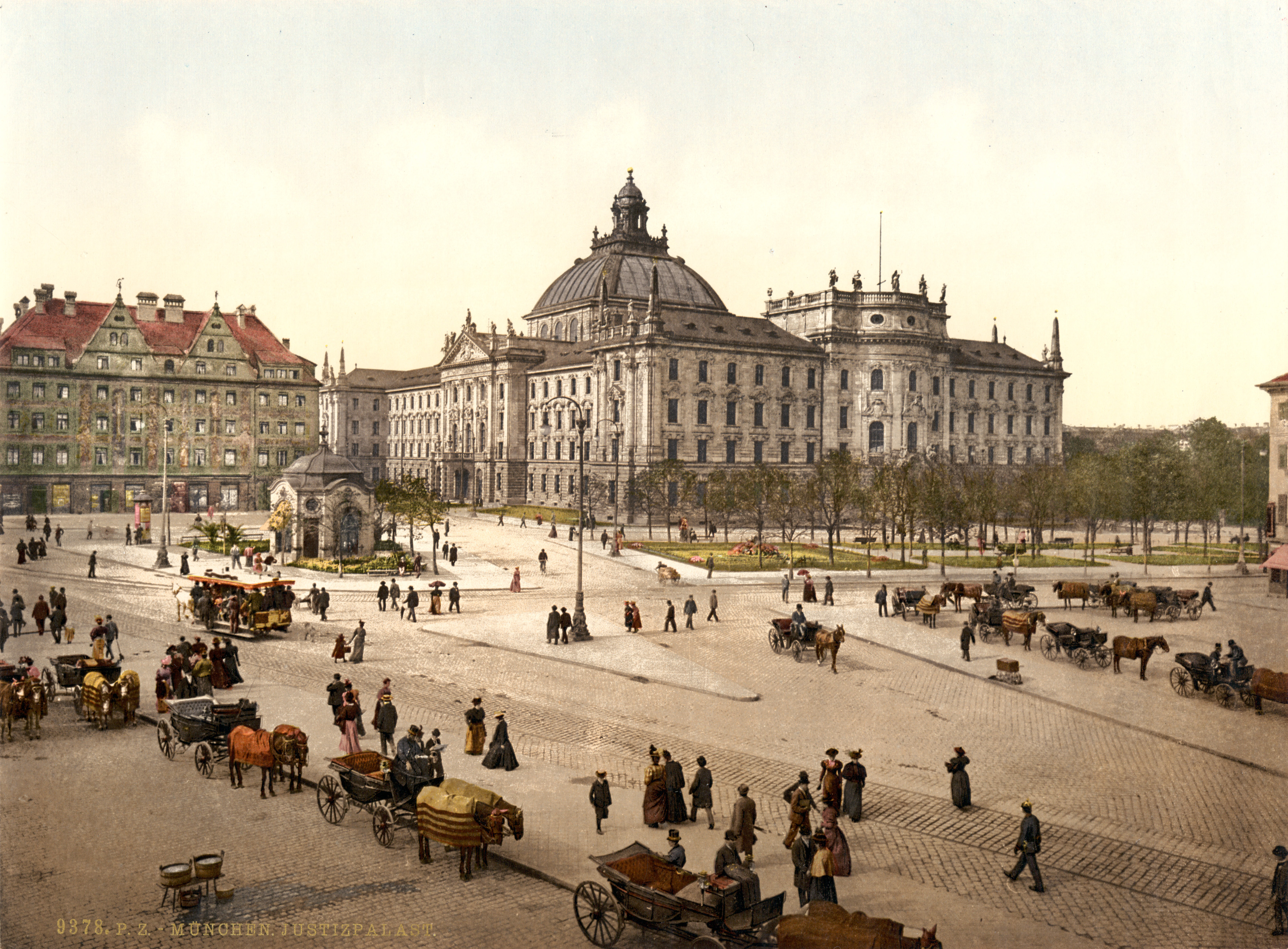
Гужевой транспорт на площади Мюнхена. Немецкая почтовая открытка, около 1900 года